# Гонсало-Писарро
Гонсало-Писарро (исп. Gonzalo Pizarro) — один из 7 кантонов эквадорской провинции Сукумбиос. Площадь составляет 2223 км². Население по данным переписи 2001 года — 6964 человек, плотность населения — 3,1 чел/км². Административный центр — город Лумбаки.

## География
Расположен в юго-западной части провинции. Граничит с провинциями: Имамбуро и Пичинча (на западе), Напо (на юге) и с кантонами: Сукумбиос (на севере) и Каскалес (на востоке).